# Neuville-au-Cornet
Neuville-au-Cornet là một xã trong tỉnh Pas-de-Calais, vùng Hauts-de-France, Pháp.

## Địa lý
Neuville-au-Cornet có cự ly 24 dặm (39 km) phía tây Arras, tại giao lộ của các tuyến đường D85 và D83.

## Dân số
| 1962                                                              | 1968 | 1975 | 1982 | 1990 | 1999 | 2006 |
| ----------------------------------------------------------------- | ---- | ---- | ---- | ---- | ---- | ---- |
| 52                                                                | 65   | 65   | 65   | 78   | 66   | 72   |
| Số liệu điều tra dân số tính từ năm 1962, dân số chỉ tính một lần |      |      |      |      |      |      |

## Địa điểm nổi bật
- Nhà thờ Notre-Dame, thế kỷ 17.